# Michel René Bouchain
Pour les articles homonymes, voir Bouchain.
 (février 2016).
Si vous disposez d'ouvrages ou d'articles de référence ou si vous connaissez des sites web de qualité traitant du thème abordé ici, merci de compléter l'article en donnant les références utiles à sa vérifiabilité et en les liant à la section « Notes et références ».
Œuvres principales
L'Héritage des Fortuné-Récits improbables, terribles ou légers du pays de Mormal, Bouvignies, Nord Avril, 2011, 79 p. (ISBN 978-2-915800-74-6, BNF 42600019)
Michel René Bouchain, né à Valenciennes le 27 novembre 1951, est un écrivain français, auteur de romans et de nouvelles.

## Biographie
Après ses études universitaires, Michel-René Bouchain devient professeur de lettres, en lycée. Il y accomplira toute sa carrière. En 1981 il s'installe à Gommegnies, en Avesnois, à proximité de la forêt de Mormal.[réf. nécessaire] Cette forêt lui inspirera ses premiers textes.[Interprétation personnelle ?]

La Nouvelle:
En octobre 2011, il publie  aux éditions Nord Avril un premier recueil de nouvelles intitulé Récits improbables Terribles ou Légers du pays de Mormal composé de cinq nouvelles : Reine, Le Vieux Chêne, Ondines, La Chaussée Perdue et Les Poules,.
Chez le même éditeur paraît, en 2012, Récits furtifs entre Haine et Male mort dans lequel l'auteur étend son inspiration du Pays de Mormal au Valenciennois et jusqu'à la Haine, rivière qui a donné son nom à la province du Hainaut. C'est également un recueil de cinq nouvelles: Aldo, La Grande Cense, Rendez-Vous, Marie Pourette et Petite Plume.
Ces nouvelles ont en commun le fait de mettre en scène des personnages à la limite de la marginalité. Souvent méprisés ou ignorés[Interprétation personnelle ?], ils ont pourtant, pour l'auteur, un rapport à la vie et à la nature, en particulier, beaucoup plus sensible et intuitif que leurs semblables[réf. nécessaire].
En avril 2021, il participe avec une vingtaine d'auteurs à l'ouvrage collectif Nouvelles Buissonnières- Arthur Rimbaud à Douai . Il y présente la nouvelle intitulée Sidonie.
En avril 2024 sort Marcher où l'on Serait, ouvrage collectif en hommage à la venue d'André Dhôtel dans la région nord en 1924. Il contribue à ce recueil en y présentant Révélation.
Le Roman:
En 2016, Michel-René Bouchain publie son premier roman, L'Héritage des Fortuné, le premier tome d'une chronique historique romanesque au titre générique de Bien au-delà de ma Mémoire. L'auteur fait revivre dans cette saga familiale ses aïeux, au fil des générations, à travers son Hainaut natal.
L'ouvrage couvre la période 1852-1916. Les héros principaux sont Fortuné, témoin du monde paysan de la fin du XIXe siècle, du début de l'industrialisation et de l'exode rural; Joseph, symbole de la promotion ouvrière à travers les luttes sociales et l'émancipation par l'instruction; Laure, résumant à elle seule le rôle essentiel des femmes pendant toute cette période et particulièrement durant les premières années de la Grande Guerre.
En novembre 2018, paraît Les Voix Mêlées, deuxième opus de cette saga. Le récit se déroule pendant la première moitié du XXe siècle en mettant en scène nouveaux héros et personnages récurrents. Ils prennent ici la parole et témoignent de leur quotidien, aussi bien dans le monde rural que dans les grandes cités industrieuses. Eprouvés pendant les conflits mondiaux, bousculés au milieu des affrontements partisans de l'entre-deux guerres, partageant bonheurs ou drames intimes... ils portent l'espoir, malgré tout.
Solant, publié en septembre 2022, clôture cette trilogie. Il met en scène un jeune garçon dans un petit village du nord de la France dans les années cinquante-soixante. Se mêlent ici les inquiétudes du héros appréhendant l'âge adulte qui se précise et une intrigue policière où la vengeance devient l'héroïne principale. Car ces années d'après-guerre connaissent le bouleversement économique, social, politique... mais traînent aussi avec elles un sentiment d'injustice et de frustration. Trop d'actes odieux commis pendant l'Occupation sont restés impunis. On a fermé les yeux par intérêt, réconciliation hâtive ou complicité. On a voulu oublier... pas tous! Une série d'évènements dramatiques va secouer ce petit village apparemment paisible. Notre jeune héros en sera le témoin candide.
Imposteur au Temps des Lumières ouvrira le prochain cycle d'écriture.

## Médias
Michel-René Bouchain participe régulièrement aux salons, cafés littéraires ou animations en médiathèques de sa région. En janvier 2020 il a parrainé le 7e salon Autour du Livre de Caudry.